# Анель, Доминик
Домини́к Ане́ль (фр. Dominique Anel; 1679—1730) — французский хирург, один из изобретателей медицинского шприца.

## Биография
Доминик родился в Тулузе около 1679 года. После учёбы в Монпелье и Париже, он служил главным хирургом французской армии в Эльзасе; затем, после двух лет пребывания в Вене, отправился в Италию, где состоял на службе в австрийской армии. В 1710 году он преподавал хирургию в Руане, откуда уехал в Геную, а в 1716 году работал в Париже. Умер около 1730 года.
Доминик Анель стал известен благодаря успешному хирургическому лечению fistula lacrymalis (свища), также, за время пребывания в Генуе, он изобрёл и использовал при операциях тонкий, заостренный шприц, названный его именем.